# Jigmé Ngapo
Jigmé Ngapo, né à Lhassa au Tibet en 1951, est un anthropologue tibétain, fils de Ngapo Ngawang Jigmé, un ancien vice-président du Comité permanent de l'Assemblée nationale populaire. Jigmé Ngapo s'est enfui de Chine et vit aux États-Unis.

## Biographie
Jigmé Ngapo a reçu une éducation en Chine. En 1959, il a été transféré à la Beijing National Institute school. En 1964, il entre à la en:Beijing No.4 High School. En 1968, il est envoyé dans la Bannière gauche de Tumd en Mongolie-Intérieure. En 1972, il fait partie du premier lot de travailleurs à fréquenter l'école des langues étrangères de l'Inner Mongolia Normal University. Après avoir été diplômé, il devint enseignant au Lhasa Teachers' College au Tibet. En 1978, il est admis à l'université centrale des minorités où il obtient sa maîtrise et la fonction d’assistant chercheur en études tibétaines. En 1985, il visite l'étranger, en 1987, il entre aux États-Unis et à l'Université de Virginie. Il est anthropologue.
En 1990, il travaille pour l'association International Campaign for Tibet à Washington DC comme analyste politique avant de rejoindre Radio Free Asia où il dirige la section en langue tibétaine,.
Selon le journaliste Pierre-Antoine Donnet Jigmé Ngapo a critiqué ouvertement la politique chinoise au Tibet.
Les opinions de Jigmé Ngapo sur le Tibet sont différentes de celles du Parti communiste chinois et du gouvernement tibétain en exil.
En 1992, il est l'un des coprésidents du Tibet Forum, qui avec le Center for Modern China organise une conférence sur les relations sino-tibétaines.

#### Institutions officielles chinoises
- Université centrale des minorités
- École des minorités chinoises
- Académie des sciences sociales de la région autonome du Tibet
- Université du Tibet pour les nationalités
- Centre de recherche tibétologique de Chine